# 朴衡圭
朴 衡圭（パク・ヒョンギュ、朝鮮語: 박형규、1929年3月7日 - 2021年3月27日）は、大韓民国の政治家。第10代大韓民国国会議員。儒教・仏教の信者で、本貫は竹山朴氏。号は白渓（ペッケ）。

## 経歴
忠清北道の槐山郡に生まれた。ソウル大学校文理学部を予科修了し、ソウル大学校文理学部政治学科を卒業した。1978年12月12日の第10代総選挙にて当選し、大韓民国国会議員を務めた。新民主共和党政策委員会副議長、同党中央訓練院院長のほか、大韓民国憲政会理事などを務めた。また、著書としてセマウル運動に関する書籍や伝記などを出版した。
2021年3月27日、92歳で亡くなった。